# Schladen
Schladen är en ortsteil i kommunen Schladen-Werla i Landkreis Wolfenbüttel i förbundslandet Niedersachsen i Tyskland. Schladen var en kommun fram till 1 november 2013 när den uppgick i Schladen-Werla. Kommunen Schladen hade 4 993 invånare 2013.